# احمد ابراهیم المغسل
احمد ابراهیم المغسل (زادهٔ ۲۶ ژوئن ۱۹۶۷ در قطیف، عربستان سعودی) فردی است که توسط دولت ایالات متحده در ارتباط با حمله ۲۵ ژوئن ۱۹۹۶ به مجتمع برج‌های خبر در نزدیکی ظهران، عربستان سعودی، تحت تعقیب قرار دارد. او به عنوان رئیس شاخه نظامی حزب‌الله سعودی (حزب‌الله الحجاز)، یک سازمان طرفدار ایران، شناخته می‌شود.

## زندگی‌نامه
احمد ابراهیم المغسل در ۲۶ ژوئن ۱۹۶۷ در شهر قطیف در شرق عربستان سعودی به دنیا آمد. اطلاعات دقیقی از سال‌های اولیه زندگی او در دسترس نیست.

## فعالیت‌ها
گفته می‌شود که المغسل نقش کلیدی در تأسیس و رهبری شاخه نظامی حزب‌الله سعودی (که به عنوان حزب‌الله الحجاز نیز شناخته می‌شود) داشته است. این سازمان مسئولیت چندین حمله در عربستان سعودی را بر عهده گرفته است.

### بمب‌گذاری‌های برج‌های خبر
المغسل به‌طور ویژه به عنوان مظنون اصلی در بمب‌گذاری‌های ۲۵ ژوئن ۱۹۹۶ در مجتمع برج‌های خبر در ظهران، عربستان سعودی، شناخته می‌شود. در این حمله ۱۹ سرباز آمریکایی کشته و صدها نفر زخمی شدند.

## تحت تعقیب و دستگیری
در سال ۲۰۰۱، در دادگاه ناحیه شرقی ویرجینیا، المغسل به ۴۶ اتهام جنایی جداگانه، از جمله قتل به دلیل راندن کامیون بمب‌گذاری شده در انفجار برج‌های خبر، متهم شد. او در فهرست اولیه ۲۲ تروریست تحت تعقیب FBI قرار داشت که در سال ۲۰۰۱ توسط رئیس‌جمهور جورج دبلیو بوش منتشر شد. گمان می‌رفت که او سال‌ها در ایران زندگی می‌کرده است.
در ۲۶ اوت ۲۰۱۵، روزنامه سعودی الشرق الاوسط گزارش داد که المغسل در بیروت دستگیر و به ریاض، عربستان سعودی، منتقل شده است. با این حال، این خبر هنوز به‌طور مستقل تأیید نشده است.

## زندگی شخصی
در نوامبر ۲۰۲۴، گزارش شد که پسر او، عمران المغسل، در حملات هوایی اسرائیل در لبنان در جریان درگیری اسرائیل و حزب‌الله کشته شده است.